# Ellesmere (Shropshire)
Pour les articles homonymes, voir Ellesmere.
Ellesmere est une ville du Shropshire en Angleterre.

## Géographie
Elle est située près de la frontière galloise et des villes d'Oswestry, Whitchurch et Wrexham.

## Histoire
Le château d'Ellesmere était probablement une motte castrale au XIe siècle, probablement construite par Roger de Montgommery, 1er comte de Shrewsbury, ou par son fils Roger the Poitevin (en). Seuls subsistent ses terrassements, le haut de la motte servant de boulingrin.
En 1114, le roi Henri Ier donne Ellesmere à William Peverel dans le cadre du Maelor Saesneg, qui comprend alors Overton-on-Dee et Whittington. Ses descendants conservent Ellesmere jusqu'à la fin des années 1140, date à laquelle la seigneurie est acquise, probablement par la force, par Madog ap Maredudd. Madog meurt en 1160 et Ellesmere passe aux mains du roi Henri II.
Henri II, en 1177, donne les manoirs d'Ellesmere et de Hales en Angleterre à Dafydd ab Owain Gwynedd (qui possède déjà un château à Rhuddlan et est, à cette époque, le seul dirigeant du Gwynedd. Plus tôt, à l'été 1174, Dafydd avait épouse Emme d'Anjou, demi-sœur d'Henri, et sœur de Hamelin de Warenne, comte de Surrey, tous deux enfants illégitimes de Geoffroy V, comte d'Anjou). Dafydd est resté seigneur d'Ellesmere jusqu'à sa mort en 1203.
À la mi-avril 1205, Llywelyn le Grand épouse Jeanne, princesse de Galles, fille illégitime du roi Jean sans Terre et Ellesmere leur est offert en cadeau de mariage. La mère de Llywelyn est Marared (Margaret), fille de Madog ap Maredudd, prince de Powys. Il est démontré qu'après la mort de son premier mari Iorwerth, Marared a épousé à l'été 1197, Gwion, le neveu de Roger Powys du château de Whittington. Elle semble être morte avant son mari, après lui avoir donné un fils, David ap Gwion, et il ne peut donc y avoir aucune vérité dans l'histoire selon laquelle elle s'est mariée plus tard avec un membre de la famille Corbet de Caus Castle (en).
Henri III en 1231 attaque Ellesmere, mais Llywelyn conserve le contrôle de la seigneurie jusqu'à sa mort en 1240. En 1241, le roi Henri III ordonne à John le Strange de réparer le château en bois.
La seigneurie semble être passée plus tard entre les mains de Llywelyn ap Gruffudd ou de son frère Dafydd ap Gruffydd, petits-fils de Llywelyn le Grand et dernier des princes de Galles d'origine. Le château est tombé aux mains des troupes royales de Chester en mars 1282.
En 1287, Oliver Ingham, commandant et administrateur anglais en Aquitaine pendant la guerre de Saint-Sardos et au début de la guerre de Cent Ans est né à Ellesmere. Sa fille Joan a épousé Robert (Roger) le Strange, 4e baron Strange, fils de Lord Strange de Knockin et d'Isolda de Walton.
En 1294, la commanderie de Dolgynwal (Ysbyty Ifan, Denbighshire, sur les rives de la rivière Conwy) est unie à Halston, qui devient par la suite le centre administratif de tous les domaines des Chevaliers Hospitaliers du nord du Pays de Galles. Dolgynwal, qui a été fondée vers 1190, acquiert l'église d'Ellesmere, sa propriété la plus importante, de Llywelyn le Grand en 1225.
Griffin Kynaston, sénéchal de la seigneurie d'Ellesmere, témoigne en 1435 à Shrewsbury pour confirmer l'âge de John Burgh, seigneur de Mowthey, parrainé par Lord John Talbot, 1er comte de Shrewsbury, lieutenant d'Irlande. Le quatrième fils de Griffin, Sir Roger Kynaston (en), est nommé à vie Escheator (officier royal) et shérif de Merioneth et devient connétable du château de Harlech et shérif du Shropshire. Humphrey Kynaston (en), le fils de Roger et de sa seconde épouse Elizabeth Gray, est, en 1491, déclarée hors-la-loi par le roi Henri VII et se réfugie dans une grotte à la pointe ouest de Nesscliffe Rock, appelée de nos jours Kynaston's Cave avant d'être gracié en 1493.
L'ancienne marche d'Ellesmere est annexée au Shropshire et au hundred de Pymhill par l'article 11 de la loi de 1535 des Laws in Wales Acts.
Francis Egerton, 1er comte d'Ellesmere et vicomte Brackley, est né Lord Francis Leveson-Gower, à Ellesmere en 1800. Mécène des arts, en 1848, il achète aux enchères pour 355 guinées de la succession de Richard Temple-Nugent-Brydges-Chandos-Grenville, le seul portrait connu (ou suspecté) de William Shakespeare qui existe.
Il y avait une tannerie située au bord du Mere dans ce qui est maintenant connu sous le nom de Cremorne Gardens. Ces jardins ont été donnés aux habitants d'Ellesmere par Peregrine Cust, 6th Baron Brownlow (en) qui a été fortement impliqué dans la crise d'abdication d'Édouard VIII en 1936.